# Richard Parkes Bonington

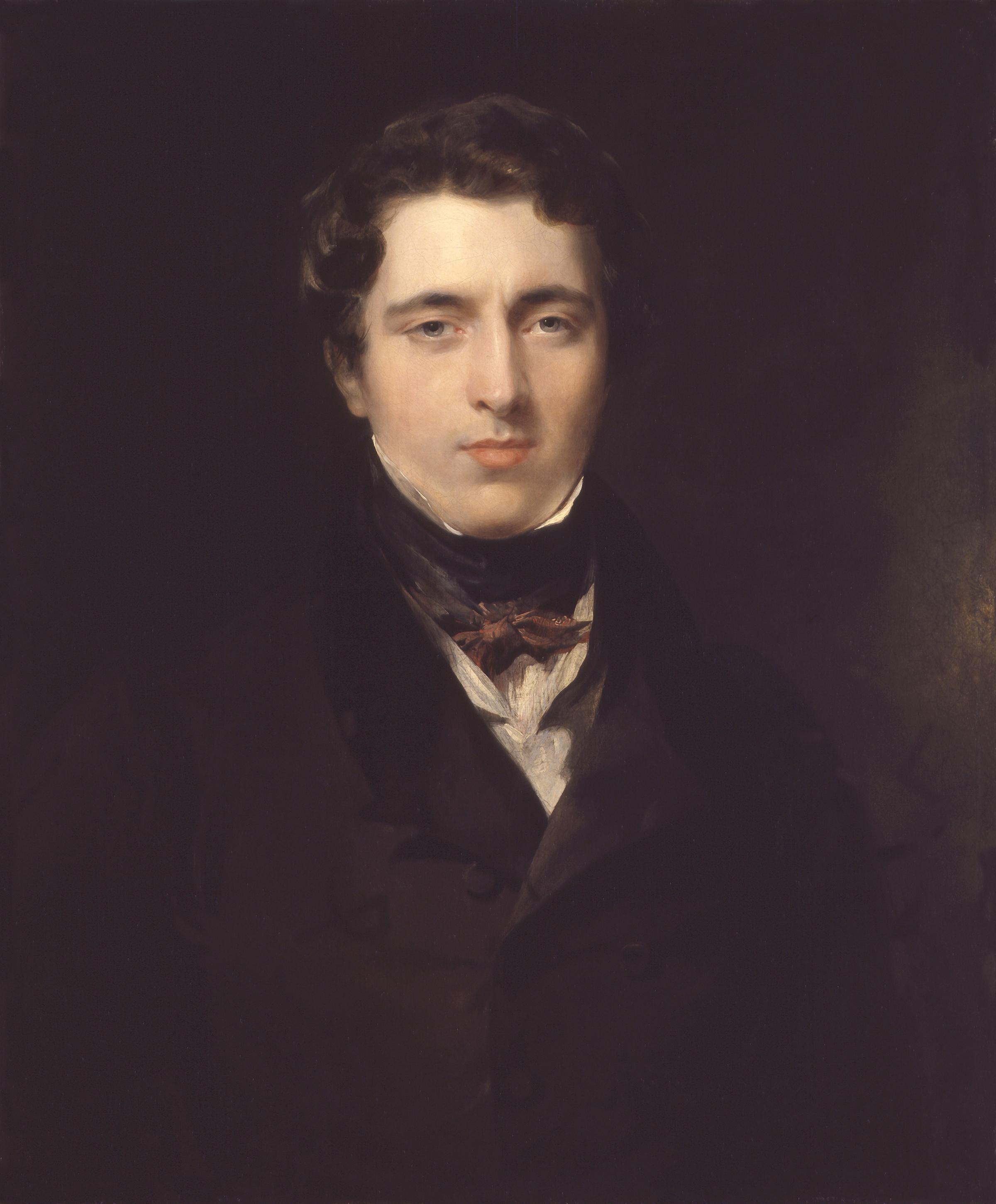
Porträt von Richard Parkes Bonington von Margaret Sarah Carpenter

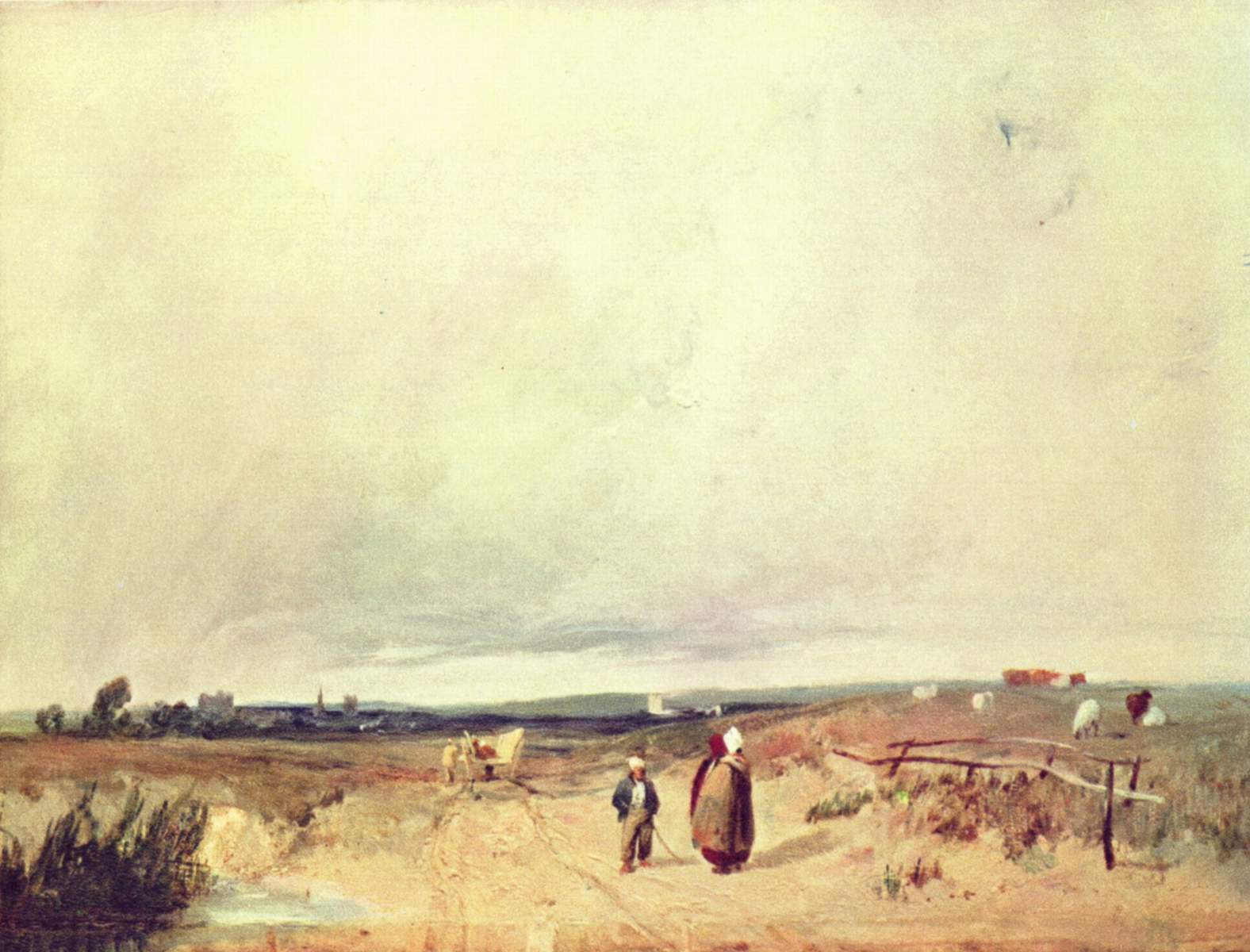
Normandie, ca. 1823

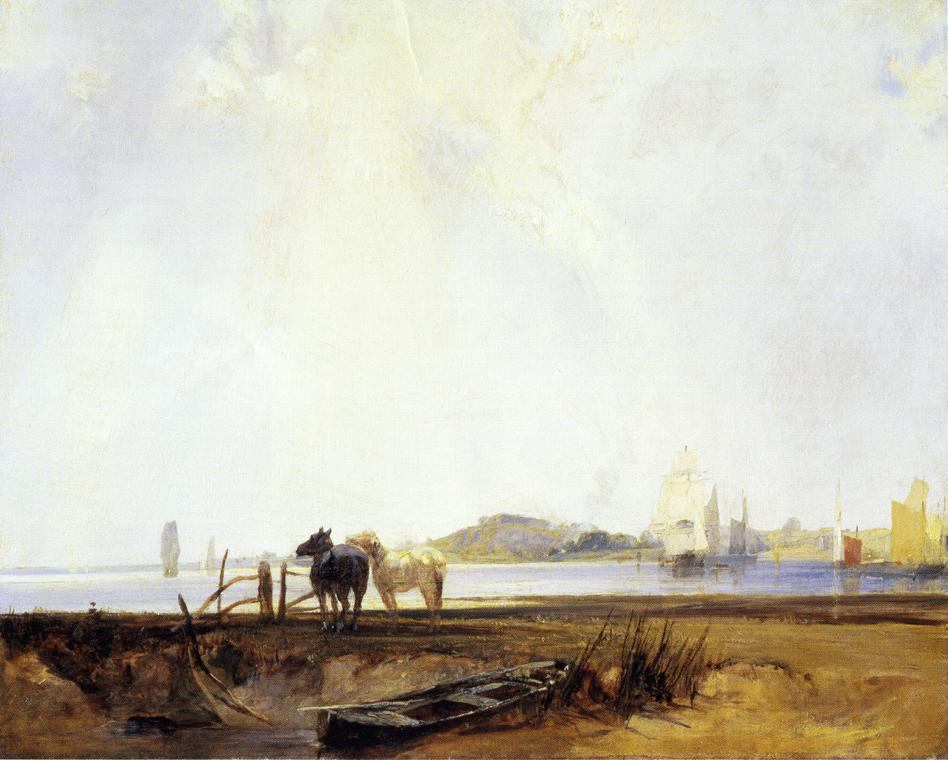
Landschaft bei Quilleboeuf, ca. 1824–1825 Yale Center for British Art

Richard Parkes Bonington (* 25. Oktober 1802 in Arnold bei Nottingham; † 23. September 1828 in London) war ein englischer Maler aus der Zeit des ausklingenden Klassizismus und der aufkommenden Romantik. Trotz seiner Schaffenszeit von knapp 10 Jahren legte er mit seiner Maltechnik des Aquarellierens neue Maßstäbe an, die ihn in Frankreich 1824 zum Preisträger beim Salon werden ließen. Seine Technik und Art der Darstellungsweise und der Kontakt zu wesentlichen Köpfen der École de 1830 lassen ihn Mitwegbereiter für die spätere Schule von Barbizon sein.

## Leben und Werk

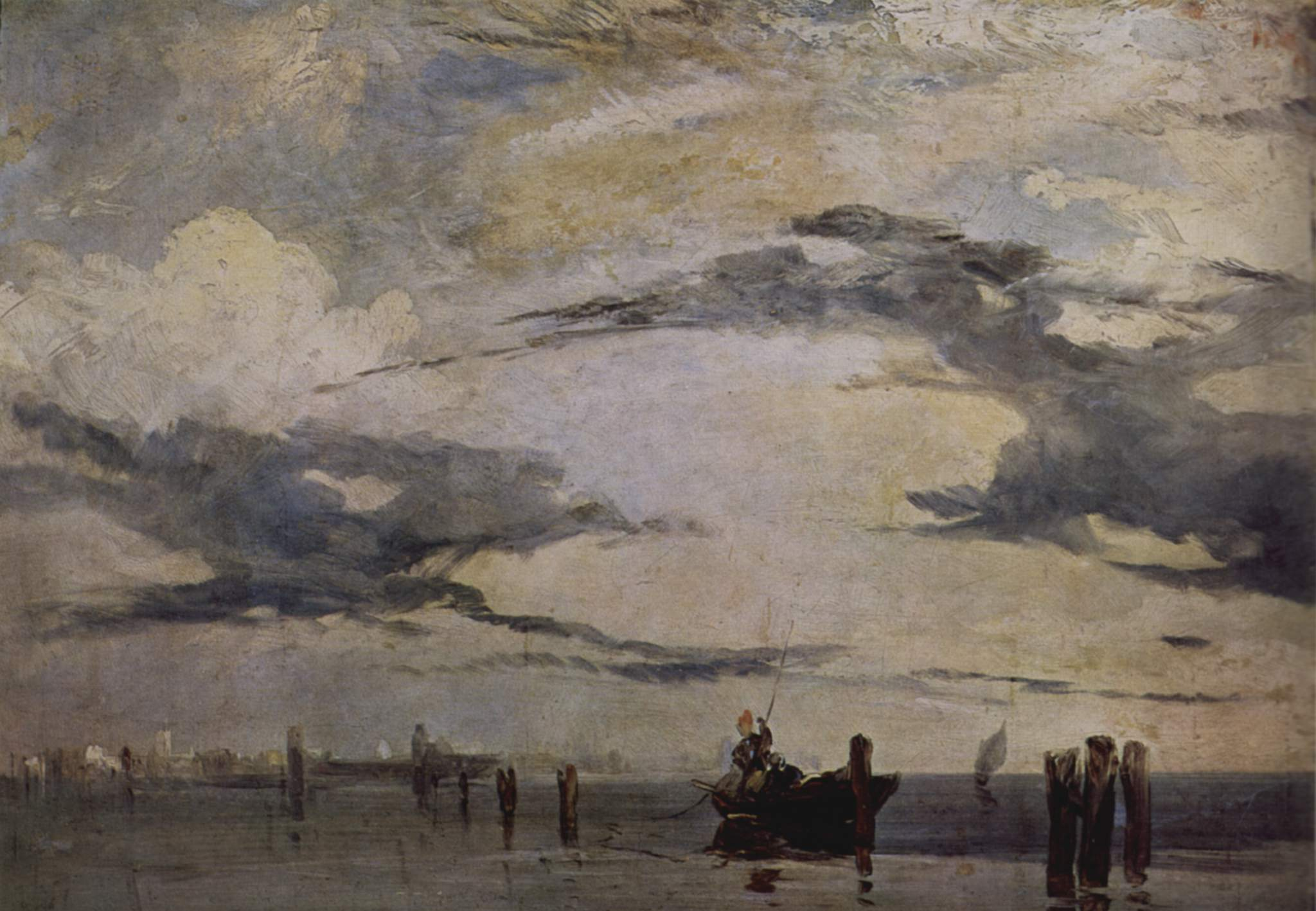
Blick auf die Lagune bei Venedig, 1827 Louvre

Boningtons Vater war Zeichenlehrer und Porträtmaler. Er stellte 1791 und 1808 Landschaftsbilder und Porträts in Öltechnik der Royal Academy in London und 1811 und 1812 in Liverpool aus. Auch verstand er sich auf die Kunst des Aquarellierens und der Erstellung von Druckvorlagen. Um wirtschaftlich überleben zu können, nahm er neben der Malerei verschiedene Berufe an. Seine Mutter, die sich um die Erziehung von kleinen Kindern gekümmert hatte, heiratete ihn 1801.
Schon früh wurde der einzige Sohn in das Kunsthandwerk eingewiesen. Wegen der wirtschaftlichen Stagnation in England zogen die Boningtons 1817 nach Calais. Vor deren Ankunft setzte Louis Francia in seine Heimatstadt über. Dieser war ein Landschafts- und Marinemaler und führte Boningtons Ausbildung fort, besonders was die Marinemalerei anbetraf. Eugène Delacroix soll ihn dann im Louvre getroffen haben. Um 1819 soll er dort unter der Anleitung seines Vaters Gemälde kopiert haben. Im Jahr 1819 begann er in dem Studio von Antoine-Jean Gros seine Ausbildung fortzusetzen. Dies war im Institute de France gelegen. Vormittags war er im Studio, und nachmittags kopierte er Gemälde im Louvre – auch war ihm durch Gros der Zugang zur École des Beaux-Arts offen. Zu seinen Bekannten aus dieser Zeit zählen Auguste-Joseph Carrier, Pierre-Julien Gaudefroy und Henri Monnier. Auch hatte er guten Kontakt zu Eugène Lami, Camille Roqueplan und Paul Huet, die sich später der École de 1830 anschlossen. Auch hier kreuzte sich sein Weg mit Eugène Delacroix, der ein Schüler von Guérin war.
Ab September 1821 war er im Institute de France nicht mehr eingeschrieben. Er lebte von dem Verkauf seiner Arbeiten und führte eine Studienreise mit seinem Freund Robert in die Normandie. Seine Palette entsprach dem Stil der ersten Watercolour Society von London.
Im Salon de Paris des Jahres 1822 waren auch Gemälde von Bonington zu sehen. Als Lithograph illustrierte er Baron Taylors Voyages pittoresques dans l’ancienne France und seine eigene Architektur-Serie Restes et Fragmens. Im Salon des Jahres 1824 wurde er neben John Constable und Anthony Vandyke Copley Fielding mit einer Goldmedaille ausgezeichnet. Ein Jahr darauf reiste er mit Delacroix in seine Heimat, um William Turner und die englische Historienmalerei zu studieren. 1828 starb Bonington in London an Tuberkulose.
In einem Brief an Théophile Thoré aus dem Jahr 1861 zieht Delacroix seinen Hut vor dem Frühverstorbenen, der gleichwohl über 400 Gemälde und Zeichnungen hinterließ. Im Aquarellieren, für Briten damals eine noch neue Kunst, habe Bonington erstaunliche Fähigkeiten besessen. Bei aller meisterhaften Strenge und Präzision zeige er in der Pinselführung eine zumindest in der Gegenwartskunst einzigartige Leichtigkeit, die seine Werke zu einer Art von Diamanten mache, die jedes Auge entzücke und jedem Auge schmeichele.
Boningtons historische Gemälde zeichnen sich durch das sorgfältige Studium zeitgenössischer Vorlagen aus.

## Nachwirken
In Arnold und Nottingham finden sich einige Gedenkstätten für den begnadeten Sohn der Stadt. Allerdings gibt es heute auch Stimmen, die trotz ihrer Sympathie für Bonington vor einer buchstäblich „romantischen“ Verklärung, damit auch Überschätzung warnen.